# Marcell Pongó
Marcell Pongó (Baja, 3 marzo 1997) è un cestista ungherese.

## Palmarès
- Campionato ungherese: 1

Falco Szombathely: 2023-24